# Понграцовце
Понграцовце (слч. Pongrácovce) насељено је мјесто са административним статусом сеоске општине (слч. obec) у округу Љевоча, у Прешовском крају, Словачка Република.

## Становништво
| Година:    | 1994. | 2004.    | 2014. | 2024.    |
| ---------- | ----- | -------- | ----- | -------- |
| Број људи: | 114   | 100      | 111   | 140      |
| Разлика:   |       | -12,28 % | +11 % | +26,12 % |

| Година:    | 2023. | 2024.   |
| ---------- | ----- | ------- |
| Број људи: | 135   | 140     |
| Разлика:   |       | +3,70 % |

Према подацима о броју становника из 2011. године насеље је имало 99 становника.